# Tufão Nancy (1961)
O supertufão Nancy (18W) foi um intenso ciclone tropical da temporada de tufões no Pacífico de 1961 e um dos ciclones tropicais mais intensos que se tenha registado. O sistema possivelmente teve os ventos mais fortes jamais medidos num ciclone tropical, comparado com o furacão Patricia de 2015. Causou grandes danos e ao menos 202 mortes e 5.000 feridos no Japão e em outros lugares em setembro de 1961.

## História meteorológica
Uma depressão tropical formou-se a partir de um baixo cerca do atole de Kwajalein a 7 de setembro. Fortaleceu-se rapidamente; para quando se pudessem tomar as medidas de posição, Nancy era quase um súper tufão. Movendo-se gradualmente para o oeste, Nancy aprofundou-se explosivamente e atingiu velocidades do vento equivalentes a uma Categoria 5 (escala de furacões Saffir-Simpson) a 9 de setembro. Manteria essa intensidade durante os próximos dias.
Pouco depois de atingir a intensidade máxima, Nancy acercou-se às Ilhas Ryūkyū e começou a girar. Passou para perto de Okinawa e sobre Haze. A crista que conduzia a Nancy se rompeu, e o tufão virou bruscamente e se dirigiu para o Japão. Nancy tocou terra como um forte tufão a 16 de setembro quando passou diretamente sobre Muroto Zaki. Nancy fez uma segunda passagem em Honshū para perto de Osaka. O tufão rapidamente viajou ao longo da ilha enquanto continuava acelerando, atingindo finalmente uma velocidade de avanço de 65 mph (100 km/h, 55 nós). O tufão cruzou rapidamente Hokkaidō antes de entrar ao Mar de Okhotsk como uma tempestade tropical. Nancy foi extratropical a 17 de setembro. O sistema extratropical finalmente cruzou Kamchatka e entrou no oceano aberto.

## Impacto
Ainda que não se conhece nenhum valor monetário de todo o dano, o dano foi "fenomenal" em todas as áreas onde golpeou Nancy. Teve ao menos 194 mortes e 8 pessoas desaparecidas, de acordo com o governo do Japão.

### Guam
Em Guam, mais da metade de todos os cultivos foram destruídos pelos fortes ventos e a chuva. Fez-se um total de US$ 40 000 em danos às estradas da ilha. A maior parte do dano produziu-se no extremo sul da ilha. Não se informaram mortes em Guam.

### Japão
No Japão, 194 pessoas morreram, 8 desapareceram e 4 972 pessoas resultaram feridas. Estes totais fizeram de Nancy o sexto tufão mais letal para golpear o Japão nesse momento. As advertências oportunas e as preparações adequadas provavelmente foram as responsáveis pelo número relativamente baixo de mortes. O dano foi "pequeno" em relação com outros tufões que afectaram áreas densamente povoadas doe Japão. Centenas de milhares de pessoas sofreram interrupções nas suas vidas. O súper tufão Nancy destruiu 11 539 casas, danificou 32 604 casas e inundou 280 078. Ainda que nunca saber-se-á o número exacto, a Stars and Stripes informou a fins de setembro que mais de 1 056 barcos e barcos de pesca foram afundados ou arrastados a terra e muitos mais resultaram danificados..
As inundações arrastaram 566 pontes e causaram 1 146 deslizamentos de terra. As estradas foram destruídas num total de 2 053 localizações. Os danos em Osaka ascenderam a US$ 500 milhões. Em Okinawa, as zonas baixas experimentaram fortes inundações, que causaram danos consideráveis à agricultura e as estruturas. Em Amami-o-Shima, uma pessoa tinha desaparecido e outra resultou gravemente ferida. Um barco foi afundado. As extensas inundações de cultivos e casas deixaram sem lar a 152 pessoas. Devido ao número de danos e mortes de Nancy, a Agência Meteorológica do Japão nomeou a Nancy o "Segundo Tufão de Muroto". Nancy é um dos oito tufões em receber nomes especiais no Japão.

## Repercussões
Uma aeronave de reconhecimento que voava para o tufão para perto da sua intensidade máxima a 12 de setembro determinou que os ventos sustentados de um minuto de Nancy eram de 185 nós (215 mph, 345 km/h). Se estes valores são confiáveis, seriam as velocidades de vento mais altas jamais medidas num ciclone tropical. No entanto, posteriormente determinou-se que as medidas e estimativas da velocidade do vento desde a década de 1940 a 1960 foram excessivas. Portanto, os ventos de Nancy podem ser mais baixos que o seu valor oficial de melhor pista. Em 2016, o reanálise do furacão Patricia notou que a tempestade tinha os mesmos ventos sustentados que Nancy, a mais alta registada no Hemisfério Ocidental.
Ainda que a escala de vento de furacões Saffir-Simpson (SSHWS) não existia nesse momento, Nancy teria sido um equivalente de Categoria 5 por um total de cinco dias e meio (69 horas), supondo que os dados da velocidade do vento são confiáveis. Este é um recorde para o hemisfério norte e mais de um dia mais que o seguinte sistema mais alto, o tufão Karen de 1962.